# Schatzschiff

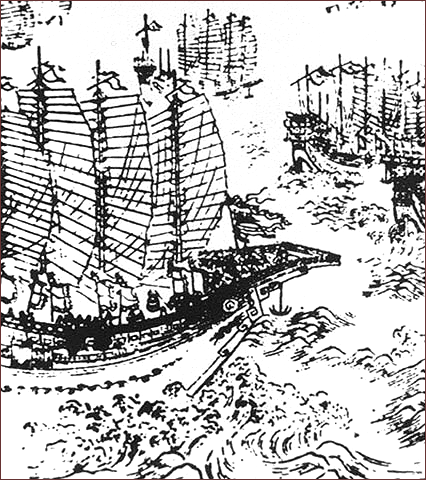
Zheng Hes Flotte auf einem Holzschnitt aus dem 17. Jahrhundert

Schatzschiffe (chinesisch 寶船 / 宝船, Pinyin bǎochuán) gehören zu den größten jemals gebauten Segelschiffen und wurden im frühen 15. Jahrhundert während der Herrschaft von Kaiser Yongle in China gebaut. Diese Schiffe waren zwischen 59 und 84 Meter lang und trugen bis zu 9 Masten.

## Chinesische Hochseeschiffe
Die chinesische Hochseeschifffahrt war durch Dschunken gekennzeichnet. Neben diesen flachbödigen Schiffen gab es wohl vereinzelt während der Song-Dynastie (960–1279 n. Chr.) auch noch andere große, hochseetaugliche Schiffe, die viele Konstruktionsmerkmale mit Dschunken teilten. Im Unterschied zu den Dschunken verfügten diese Schiffe über einen V-förmigen Rumpf und hatten einen Kiel. 1973 wurde in Quanzhou das Wrack eines solchen Schiffes gefunden, das wahrscheinlich um 1270 gesunken ist. Zwei Lagen Zedernholz-Beplankung in Kraweel-Bauweise erstrecken sich über die 13 Abteilungen entlang des noch fast 33 m langen Kiels, womit es eine mit europäischen Schiffen der damaligen Zeit vergleichbare Größe erreichte. Im Laderaum des Wracks befanden sich noch Gewürze und Dufthölzer, die aus Ostafrika stammen sollen. Die Forschung vermutet, dass die Chinesen der Song-Zeit hier eine fremde Schiffbautradition nachzuahmen versuchten. Anscheinend blieb es bei diesen Versuchen, denn diese Technik lässt sich nach 1270 nicht mehr nachweisen, wurde also für den chinesischen Schiffbau nicht übernommen. Ob diese Konstruktion aber eventuell Einfluss auf den Bau der Schatzschiffe hatte, ist vollkommen unbekannt und lässt sich nicht mehr rekonstruieren.
Der bislang einzige archäologische Fund, der tatsächlich auf die Existenz der großen Schatzschiffe hindeutet, wurde 1957 in den Ruinen der Drachenfluss-Werft (bei Nanjing) ausgegraben. Es handelt sich um einen 11 m langen Achtersteven aus Pinienholz, an dem das Ruderblatt des Schiffes befestigt war. Zunächst hielt man dies für den Beweis der außerordentlichen Größe der Schatzschiffe. Chinesische Schifffahrthistoriker wandten seitdem jedoch ein, dass, wenn man die Ming-zeitlichen Schiffe zugrunde lege, dieser Achtersteven nur zu Schiffen von etwa 45 m Gesamtlänge gehören könne.

## Bauweise
Bezüglich der Konstruktion ist die Quellenlage dünn. Beschreibungen der Schiffe tauchen in Reiseberichten des chinesischen Übersetzers Ma Huan über die Fahrten des Admirals Zheng He auf. Auch in Texten über den Ming-Kaiser Yongle (1402–1424) finden die Schiffe Erwähnung. Abbildungen, z. B. auf Holzdrucken, sind erst aus späteren Jahrhunderten erhalten.
Schatzschiffe sollen 100 bis 138,4 m lang gewesen sein, nach heutigem Forschungsstand gehen Wissenschaftler jedoch von einer Länge zwischen 59 und 84 m aus. Der Autor Guan Jingcheng machte schon 1947 auf die unrealistischen Zahlen aufmerksam und schätzte die Schatzschiffe auf 62 m Länge. Joseph Needham hingegen war der Meinung, dass die Zahlenangaben eventuell missverstanden worden seien und schlägt 84 m vor. Xin Yuanou schätzt die Gesamtlänge auf 59 m, was von der Forschung weitestgehend akzeptiert wird.
Die Überwasserkonstruktion erinnerte mit hochgezogenen Aufbauten an Bug und Heck stark an das Aussehen von überdimensionierten Dschunken. Der Bug bestand aus einem viereckigen Spiegel, der mit aufgemalten Augen verziert war und unter der Wasseroberfläche in den flachen Rumpf überging.
Im Gegensatz zu zeitgenössischen europäischen Schiffen hatten Schatzschiffe (nach Dschunken-Art) etwa ein Dutzend wasserdichter Abteilungen. Diese Querschotten nahmen die gesamte Rumpfhöhe ein und hatten keine Luken, sodass jede Abteilung nur von oben zugänglich war. Diese Bauweise machte den Schiffskörper sehr stabil und sicher. Das Gewicht eines solchen Schiffes wird zwischen 500 und 1.000 t geschätzt.
Die Takelage bestand nach chinesischer Tradition aus Masten mit Luggersegeln aus roter Seide, die mit Bambushölzern verstärkt waren. Die bis zu neun Schiffsmasten standen nicht in einer Reihe hintereinander, sondern teilweise nebeneinander oder diagonal versetzt. Allerdings wird auch die überlieferte Anzahl der Masten von vielen Forschern kritisch gesehen, mittlerweile geht man eher von drei bis vier Masten aus (siehe Bild oben). Bewaffnet waren die Schiffe mit 24 Bronzekanonen, um sich gegen Piraten und rebellierende Fürsten wehren zu können.
Fraglich ist, inwiefern die Schatzschiffe wirklich effiziente Segelschiffe waren. Ihre Größe diente (auch mit 59 m) in erster Linie dazu, fremde Völker zu beeindrucken, und war nicht darauf ausgelegt, ein schnelles Vorankommen sicherzustellen. Durch ihre Ausmaße waren die Schatzschiffe langsam und schwierig zu steuern, was sich bei Unwetter besonders nachteilig auswirkte. Außerdem war ihr Unterhalt enorm kostspielig.

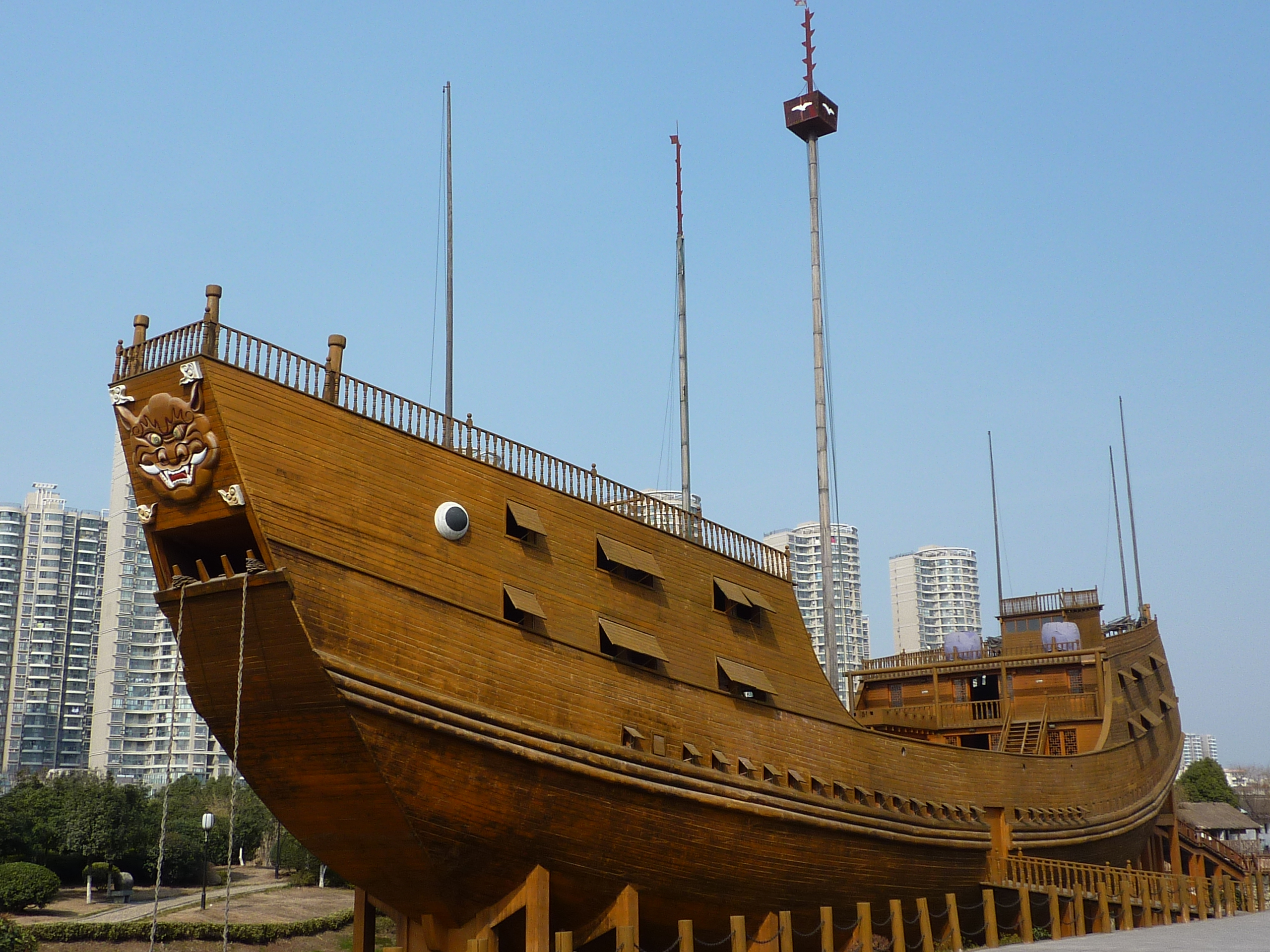
Moderne Rekonstruktion, Gesamtlänge: 63,25 m
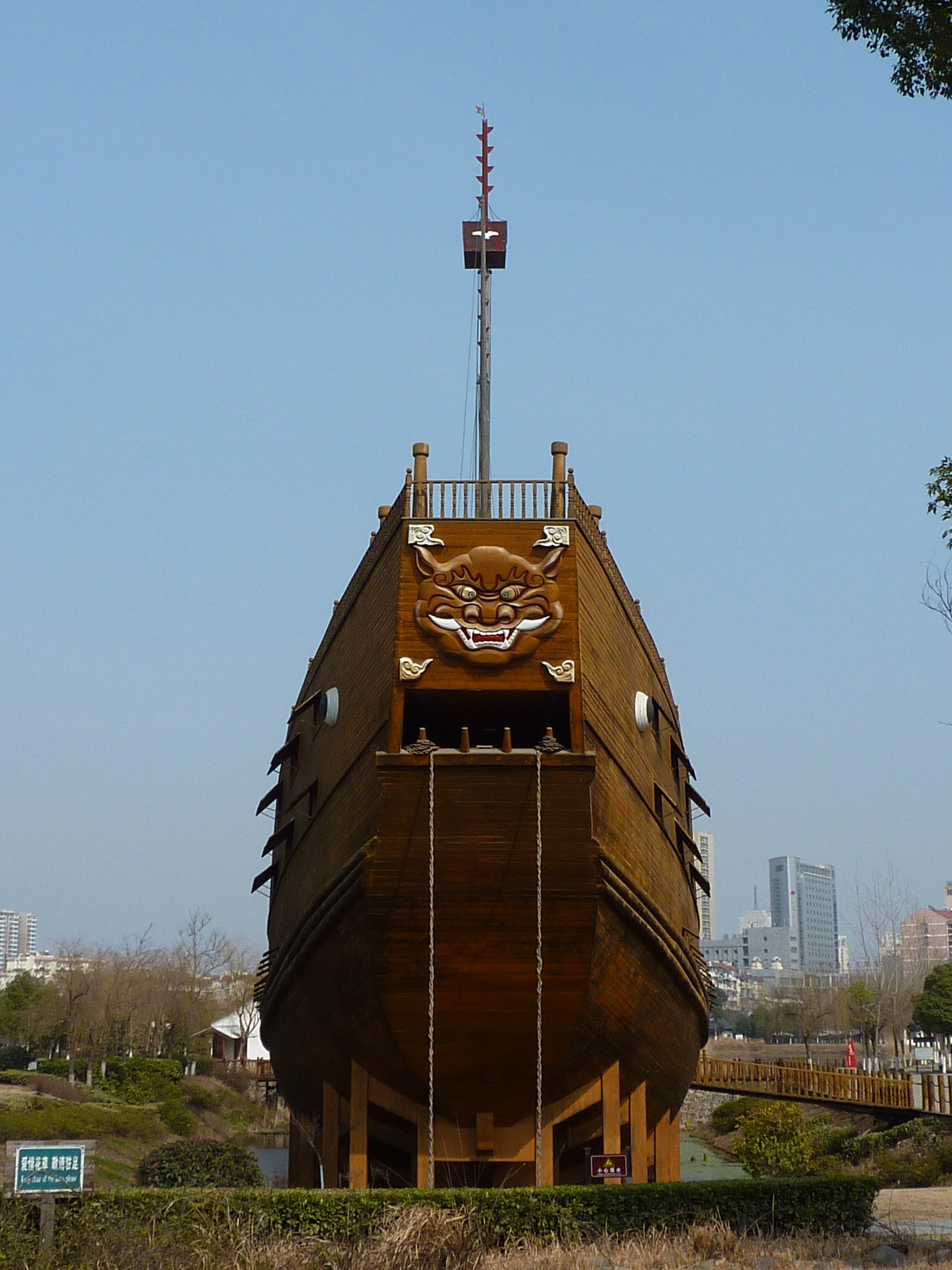
Bugseite
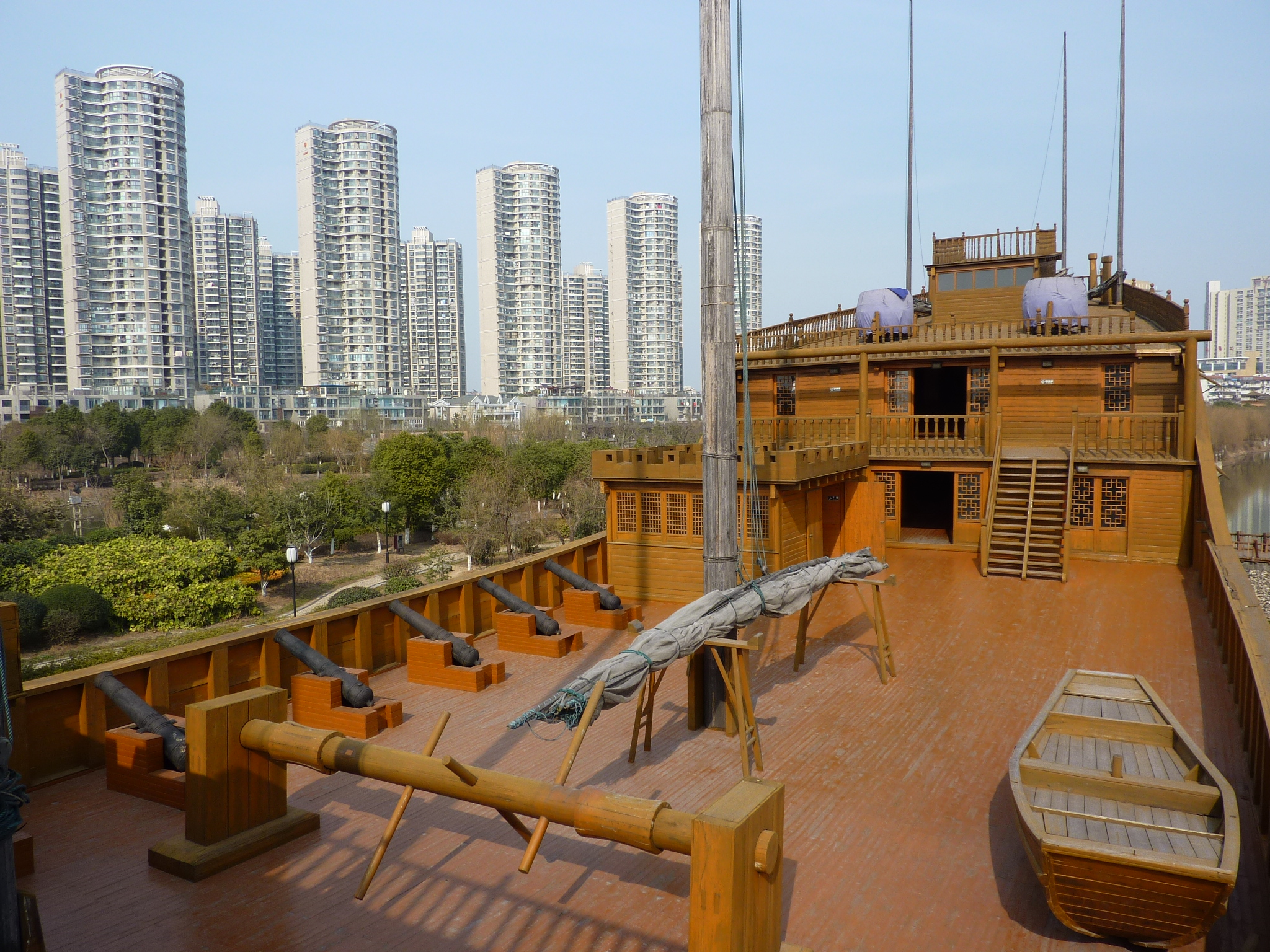
Hauptdeck
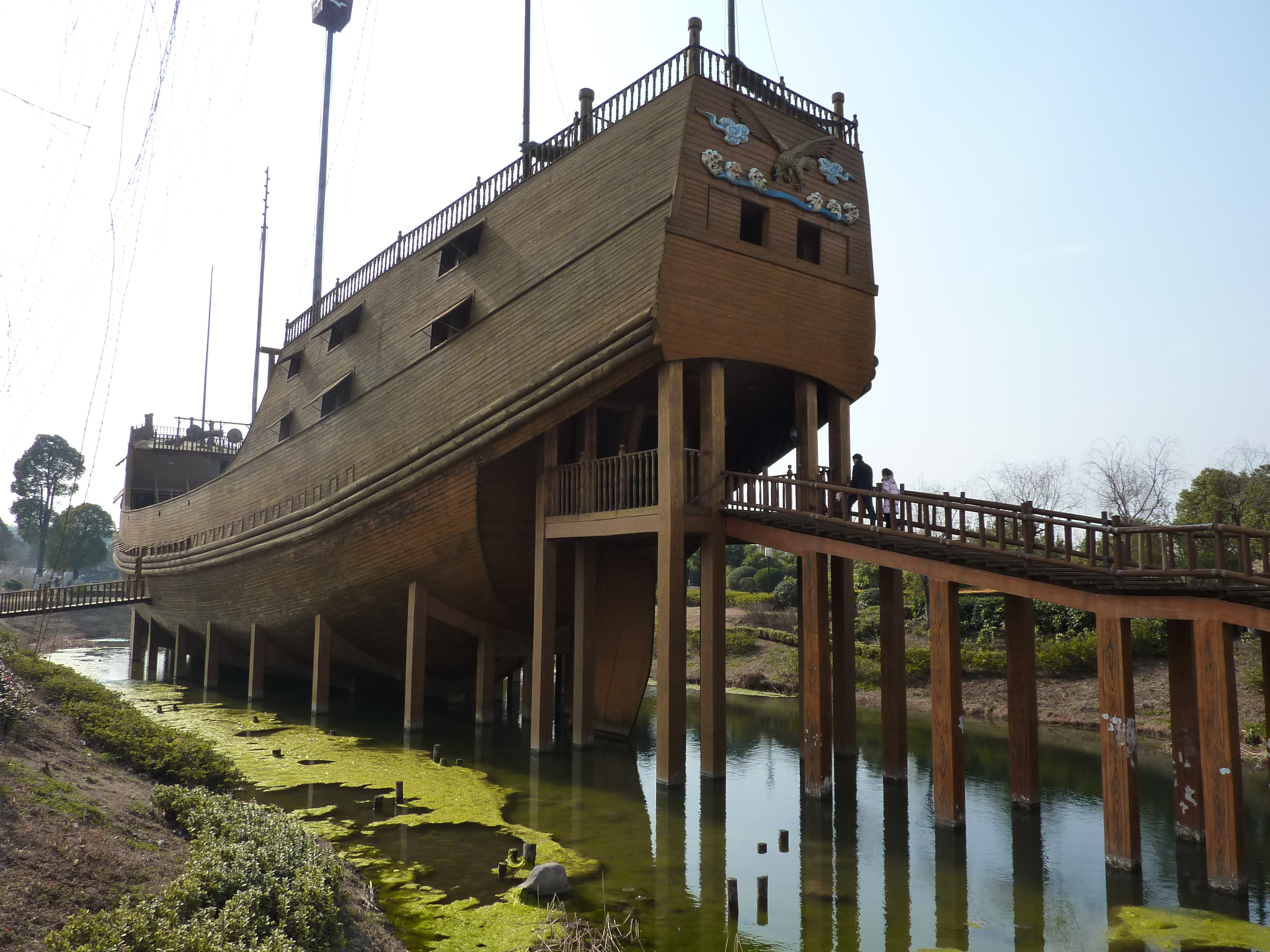
Heckseite
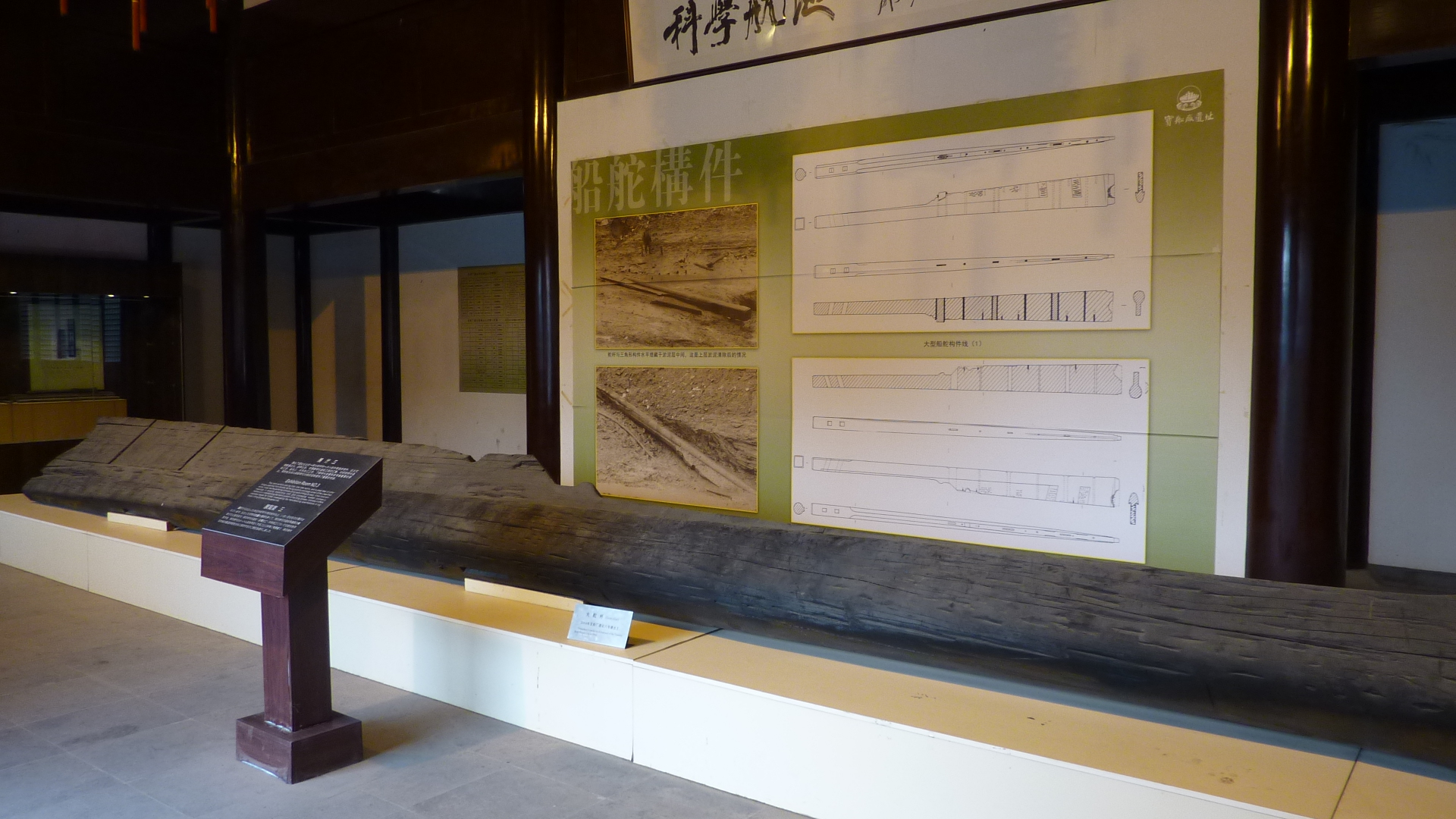
Erhaltener Achtersteven (Drachenfluss-Werft)

## Die Expeditionen des Zheng He
Bekannt wurden die Schatzschiffe durch die sieben Fahrten des Admirals Zheng He von 1405 bis 1433, die unter anderem nachweislich bis Afrika und an verschiedene Küsten des Indischen Ozeans führten.

## Das Ende der Schatzschiffe
Das Ende der staatlichen Hochseeflotte kam 1435 mit dem Tod des Kaisers Xuande. Die nachfolgenden Kaiser wandten sich den schwerwiegenden inneren Problemen des Reiches (Mongoleninvasionen und Naturkatastrophen) zu und sahen zu den immensen Kosten, die die Flotte verschlang, keinen konkreten Gegenwert. Im anhaltenden Kampf gegen die Wokou (japanische Piraten) erklärte Kaiser Hongzhi 1500 den Bau von Schiffen mit mehr als zwei Masten zum Verbrechen, und 1525 verfügte Kaiser Jiajing gar die Vernichtung aller hochseetauglichen Schiffe, was aber weitestgehend nicht befolgt wurde. Kaiser Longqing hob 1567 sämtliche Restriktionsedikte wegen der mangelhaften Umsetzung und der negativen Folgen für die chinesischen Handelsbeziehungen wieder auf. Aber dennoch wurde weder die staatliche Hochseeflotte wiederbelebt, noch wurden jemals wieder Dschunken gebaut, die wie die Schatzschiffe länger als 50 m waren. Eine Ursache dafür dürften wohl auch die technischen Probleme gewesen sein, die hochseetaugliche Dschunken solcher Länge aufweisen.

## Vergleich mit Europa
Legt man die von der Forschung favorisierten Maße von 59 bis 84 m Länge zugrunde, so lässt sich feststellen, dass der zeitgleiche europäische Schiffbau zu ähnlichen Ausmaßen in der Lage war. Das 1418 fertiggestellte Flaggschiff Grace Dieu des englischen Königs Heinrich V. und dessen Schwesterschiffe hatten mit 67 m eine den chinesischen Schatzschiffen vergleichbare Länge.